# Campionato centramericano femminile di pallacanestro 1997
L'11º Campionato dell'America Centrale e Caraibico Femminile di Pallacanestro FIBA (noto anche come FIBA Centrobasket for Women 1997) si è svolto nel 1997 a Tegucigalpa in Honduras. Il torneo è stato vinto dalla nazionale cubana.
I FIBA Centrobasket sono una manifestazione contesa dalle squadre nazionali di Messico, Centro America e Caraibi, organizzata dalla CONCENCABA (Confederazione America Centrale e Caraibi), nell'ambito della FIBA Americas.

## Squadre partecipanti
- Cuba
- Guyana
- Honduras
- Messico
- Porto Rico
- Rep. Dominicana

## Classifica finale
| Pos | Squadra         | V-P |
| --- | --------------- | --- |
|     | Cuba            | 6-0 |
|     | Porto Rico      | 4-2 |
|     | Rep. Dominicana | 4-2 |
| 4   | Messico         | 2-4 |
| 5   | Honduras        | 1-4 |
| 6   | Guyana          | 0-5 |